# みぞえ住宅
株式会社みぞえ住宅（みぞえじゅうたく）は、福岡県飯塚市に本社を置く企業である。

## 沿革
- 1940年（昭和15年）- 福岡県飯塚市に木材商として創業。
- 1978年（昭和53年）- 株式会社王様住宅設立。
- 1983年（昭和58年）- 株式会社みぞえ住宅に商号変更。

## 関連企業
- 溝江建設株式会社
- 株式会社みぞえ
- 株式会社ジー・ピー・エー・コーポレーション